# John Edward Taylor
John Edward Taylor OMI, auch John E. Taylor, (* 15. November 1914 in East St. Louis, Illinois, USA; † 9. September 1976 in Stockholm) war römisch-katholischer Bischof von Stockholm.

## Leben
Nach seinem Highschool-Abschluss trat John Edward Taylor in die Ordensgemeinschaft der Oblaten ein. Er studierte Theologie und promovierte im Jahr 1940. Im gleichen Jahr wurde er zum Ordenspriester seiner Ordensgemeinschaft geweiht. Danach war er in mehreren Pfarrgemeinden und als Missionar tätig.

## Bischof von Stockholm

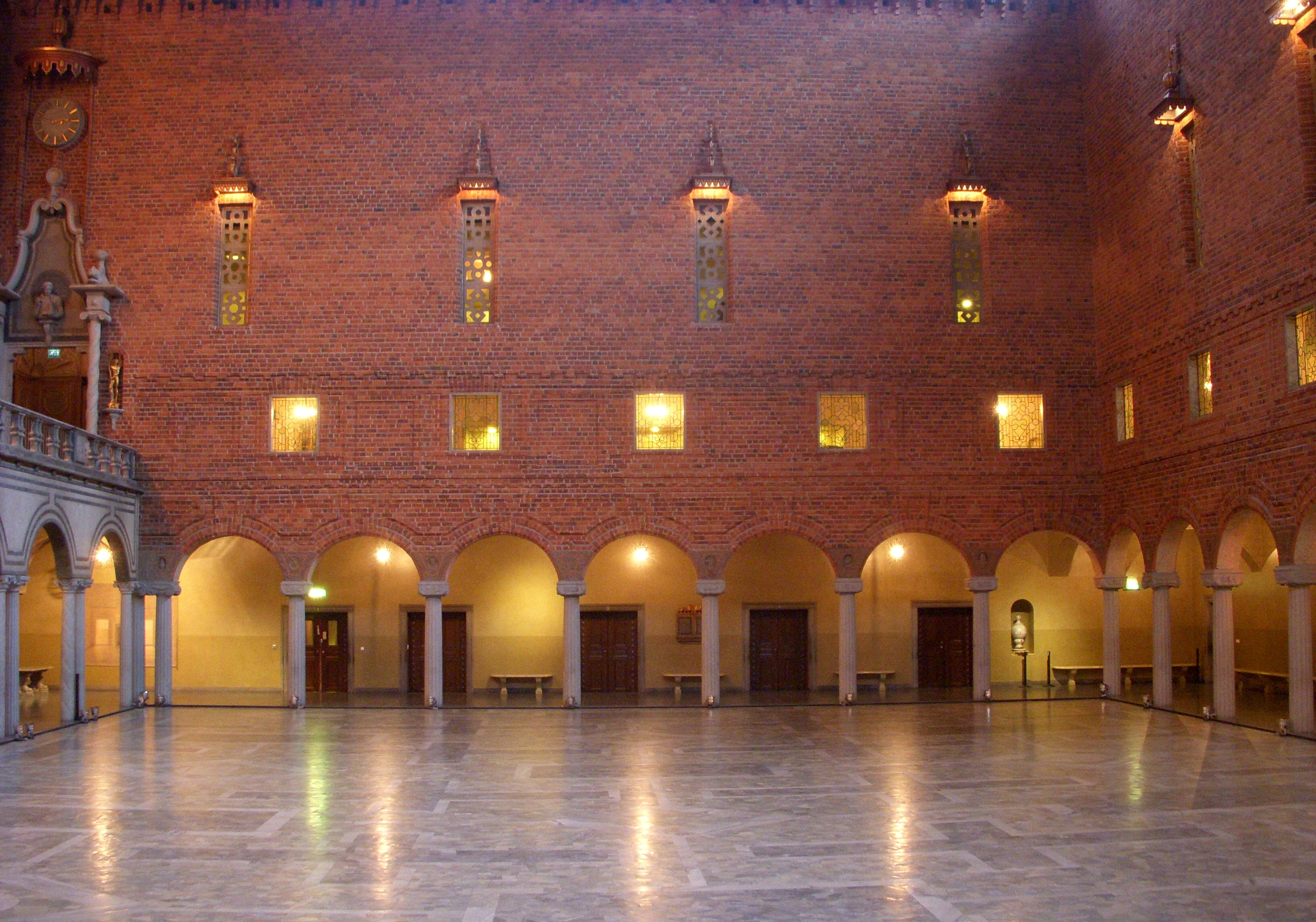
Die „Blaue Halle“ im Stockholmer Rathaus

Am 2. Juli 1962 ernannte ihn Papst Johannes XXIII. zum Bischof von Stockholm. Die Bischofsweihe fand am 21. September 1962 in der „Blauen Halle“ des Stockholmer Rathauses statt und wurde vom Fernsehen übertragen. Hauptkonsekrator war der Apostolische Delegat von Schweden Erzbischof Bruno Bernhard Heim, ihm assistierten der Bischof Jacques Mangers SM aus Oslo und der Weihbischof im Erzbistum New York Fulton John Sheen.

## Wirken
Während seiner Amtszeit wuchs die Römisch-katholische Kirche in Schweden auf 30.000 Katholiken mit 73 Priestern heran. 1963 eröffnete er, nach der Reformation, das erste katholische Kloster der Karmelitinnen in Glumslöv (Landskrona (Gemeinde)). 1964 war er Mitkonsekrator von Paul Verschuren SCI zum Titularbischof von Aquae Sirenses, der zum Weihbischof in Helsinki ernannt worden war.
Er setzte die Beschlüsse des Zweiten Vatikanischen Konzils, an dem er teilgenommen hatte, um und führt die Liturgie in der schwedischen Sprache ein. Er war 1968 Teilnehmer und Vertreter für die katholische Kirche an der Generalversammlung des Ökumenischen Rates der Kirchen in Uppsala. Von 1970 bis 1973 war er Vorsitzender der Nordischen Bischofskonferenz.